# Ada I. Pastore
Ada I. Pastore (1906 - 1952) foi uma botânica, curadora, professora e exploradora argentina. Era doutora em Ciências Biológicas. Desenvolveu actividades académicas no "Instituto de Botânica", do Instituto de Botânica Darwinion (IBODA) e do CONICET.
Fez parte de uma admirável série de discípulos talentosos do botânico Lorenzo R. Parodi, e também de Arturo Erhardo Burkart.

## Algumas publicações
- lorenzo r. Parodi, ada i. Pastore. 1952. Duas novas espécies de Gramíneas do género Melica da Argentina. Darwiniana

- charles joseph Chamberlain, ada i. Pastore. 1942. Elementos de botânica. Editor Kapelusz 7 Cía. 381 pg.

- lorenzo r. Parodi, ada i. Pastore. 1939. Géneros de plantas cultivadas representados na flora indígena da República Argentina. Physis 18: 255-268

- -------------------------, -------------------. 1939. Psammophytes argentines qui peuvent être employées pour fixer lhes dunes. Rev. Bot. Appl. 19 (214): 389-395. Paris

- ada i. Pastore 1936. As Isoetáceas argentinas. Nº 1 de Revista do Museu da Prata: Secção botânica. Editor Universidade Nacional da Prata, 30 pg.

- ------------------. 1935. Estudio microscópico del almidón de plantas alimenticias aborígenes. Rev. Argent. Agron. 2: 78-85

### Dissertações
- Cfr. Germán Avé Lallemant, dissertação da Dra. Ada I. Pastore. Em: Boletín del Centro Puntano, Buenos Aires, IX e X de 1947, Nº 33, pg. 36-42

## Honras
Membro de
- Federação Argentina de Mulheres Universitárias - FAMU
- Sociedade Argentina de Botânica

Directora
- Boletim da Sociedade Argentina de Horticultura

### Eponímia
Espécies
- (Fabaceae) Lathyrus pastorei (Burkart) Rossow[2]

- (Oxalidaceae) Oxalis pastorei Hicken[3]